# Georges Peyroche
Georges Peyroche, né le 27 janvier 1937 à Roche-la-Molière (Loire), est un footballeur français qui met un terme à sa carrière en 1969.

## Carrière

### Joueur
- 1955-1962 :  AS Saint-Étienne
- 1962-1963 :  RC Strasbourg
- 1963-1964 :  Stade français
- 1965-1967 :  Lille OSC
- 1967-1969 :  Nîmes Olympique

### Entraîneur
- 1969-1970 :  Gallia Club Lunel
- 1970-1972 :  Périgueux
- 1972-1973 :  FC Fossemagne
- 1973-nov. 1976 :  Lille OSC
- 1979 :  Périgueux FC
- 1979 :  Mouloudia d'Oujda
- oct. 1979-1983 :  Paris SG
- 1984-1985 :  Paris SG
- 1987-1988 :  Stade quimpérois
- 1988-1991 :  US Valenciennes
- 1991 :  Trélissac FC

## Palmarès joueur

### En club
- Champion de France en 1957 avec l'AS Saint-Étienne
- Vainqueur de la Coupe Charles Drago en 1958 avec l'AS Saint-Étienne
- Finaliste de la Coupe de France en 1960 avec l'AS Saint-Étienne
- Vice-champion de France de Division 2 en 1968 avec le Nîmes Olympique

### En équipe de France
- 3 sélections entre 1960 et 1961[1].

## Palmarès entraîneur
- Vainqueur de la Coupe de France en 1982 et en 1983 avec le Paris Saint-Germain
- Champion de France de D2 en 1974 avec le Lille OSC